# بخش هریسون (منطقه لوگان، اوهایو)
بخش هریسون (به انگلیسی: Harrison Township) یک منطقهٔ مسکونی در ایالات متحده آمریکا است که در شهرستان لوگان، اوهایو واقع شده‌است.
 بخش هریسون ۶۶٫۷ کیلومتر مربع مساحت و ۲٬۰۸۷ نفر جمعیت دارد و ۳۵۲٫۹۶ متر بالاتر از سطح دریا واقع شده‌است.